# Ecuador Figueroa
Gabriel Ecuador Figueroa Rivas (18 de marzo de 1953-20 de junio de 2020), conocido deportivamente como Ecuador Figueroa, fue un futbolista ecuatoriano que jugaba como defensa.

## Trayectoria
Se formó futbolísticamente en Emelec donde logró debutar como futbolista profesional. En sus inicios se desempeñaba como delantero, pero acabó como defensa.
En 1979 pasó a Liga de Quito, con el cual logró ser subcampeón de la Campeonato Ecuatoriano en 1981. En 1982 regresó a Emelec, pero se marchó del club en ese mismo año, tras una huelga de jugadores. Después representó a clubes como: Liga de Portoviejo (1983), Emelec (1984) y América de Quito (1986), este último donde se retiró en 1988.

## Selección nacional
Formó parte de la Selección Ecuatoriana de fútbol en las eliminatorias sudamericanas, rumbo a la clasificación del Mundial de 1982.

## Fallecimiento
Falleció el 20 de junio de 2020 a la edad de 67 años, tras ser víctima de un cáncer.

## Clubes
| Club               | País    | Año       |
| ------------------ | ------- | --------- |
| Emelec             | Ecuador | 1973-1978 |
| Liga de Quito      | Ecuador | 1979-1981 |
| Emelec             | Ecuador | 1982      |
| Liga de Portoviejo | Ecuador | 1983      |
| Emelec             | Ecuador | 1984-1985 |
| América de Quito   | Ecuador | 1986-1988 |

## Palmarés

### Campeonatos nacionales
| Título                             | Club          | País    | Año  |
| ---------------------------------- | ------------- | ------- | ---- |
| Sucampeón de la Serie A de Ecuador | Liga de Quito | Ecuador | 1981 |